# He trobat el Pare Noel
He trobat el Pare Noel (títol original: J'ai rencontré le Père Noël) és una pel·lícula francesa dirigida per Christian Gion el 1984. Ha estat doblada al català.

## Argument
Els pares del jove Simon han estat segrestats a Àfrica i el govern no ha respost a l'ultimatum posat pels raptors fa alguns mesos. Mentre que el Nadal s'acosta i els nens preparen les seves llistes de regals, Simon només té un sol desig en la seva carta al Pare Noel: trobar els seus pares. Amb l'ocasió d'una visita de l'aeroport de Roissy, Simon torça companyia a la seva institutriu i embarca amb la seva amiga Élodie en un avió amb destinació Rovaniemi on, a part de la seva institutriu, viu el Pare Noel.

## Repartiment
- Émeric Chapuis: Simon
- Alexia Haudot: Élodie
- Karen Cheryl: El institutriu / La fada
- Armand Meffre: El Pare Noel
- Jeanne Herviale: L'àvia de Simon
- Dominique Hulin: L'ogre
- Hélène Ruby: La mare de Simon
- Jean-Louis Foulquier: El pare de Simon
- Baye Fall: Bouake

## Al voltant de la pel·lícula
Clarament concebuda per un públic infantil, la pel·lícula és sobretot una comèdia familiar per les festes de Nadal, usant els trucs habituals i sobretot de l'existència comprovada del Pare Noel que viu a Lapònia amb els seus rens i que s'activa amb els seus follets per preparar el lliurament dels regals el vespre del 24 de desembre. La carta que envia Simon al Pare Noel per tornar a veure els seus pares, i sobretot la seva obstinació (va agafar fins i tot l'avió per trobar-lo en persona), decideixen el vell a realitzar el seu somni en companyia d'una fada que s'assembla com dues gotes d'aigua a la institutriu de Simon.
Segueixen algunes escenes sorprenents on el Pare Noel, amb el seu vestit i de la seva borla, s'aventura a Àfrica per trobar-hi els pares presos i finalment aconsegueix alliberar-los gràcies a la complicitat dels nens del poble.